# Agrupació guerrillera de Màlaga-Granada
L'Agrupació guerrillera de Màlaga-Granada va ser una agrupació guerrillera antifranquista que va operar en el sud d'Espanya durant els anys posteriors a la Guerra Civil.
Màlaga i Granada van ser les províncies andaluses on es va establir el maquis més sòlidament al final de la guerra. Estava pitjor armada que altres agrupacions a causa de la dificultat per a fer-los arribar armament des de França i va operar de forma aïllada, encara que va lliurar sagnants combats i va oferir
resistència fins a finals de la dècada de 1940. A Granada les partides de guerrillers fins i tot actuaven en la pròpia ciutat, baixant des de la serra i lliscant-se pel Sacromonte i el Albaicín.
En aquests anys van destacar personatges com Antonio Raya González, qui durant la guerra havia estat comissari de la 88a Brigada republicana, i que en la postguerra va organitzar guerrilles rurals i urbanes que van actuar a les províncies de Màlaga, Còrdova o Granada. A Granada van adquirir caràcter llegendari els germans Quero, que van organitzar una partida de maquis que va estar actuant tant a la ciutat com a la província fins a finals de la dècada de 1940.
La guerrilla urbana també va ser molt activa, com va ser el cas de Granada. El 26 de març de 1944 l'inspector de policia Julio Romero Funes —conegut pel seu destacat paper en la repressió durant la guerra— va resultar mort durant un confús tiroteig amb guerrillers antifranquistes. La mort de Romero Funes va motivar l'enviament des de la Direcció General de Seguretat a Madrid d'un grup especialitzat de la Brigada Político-Social amb la missió de dedicar-se a la lluita contra les guerrilas antifranquistes de la serra granadina.